# Крис Евънс
Крис Евънс (на английски: Chris Evans) е американски актьор и режисьор. Придобива известност с ролята си на Капитан Америка от едноименната филмова поредица.

## Биография
Роден е на 13 юни 1981 в Бостън, САЩ, в семейството на зъболекаря Боб и съпругата му Лиса (Капуано), артистичен директор на младежкия театър Конкорд. Има две сестри и по-малък брат – Скот Евънс, който също е актьор. Вуйчо му Майк Капуано е конгресмен от Демократическата партия.
След завършване на гимназията Евънс се мести в Ню Йорк, за да реализира детската си мечта да стане актьор. През 2000 г. успява да получи малка роля в телевизионния филм „Новаците“. На голям екран дебютира в комедията „Един не-тъп американски филм“ (2001). Първият му голям пробив е в хита от 2005 „Фантастичната четворка“ по едноименния комикс. През 2007 се снима и в продължението „Фантастичната четворка и Сребърния сърфист“.
През 2011 се снима в „Капитан Америка: Първият отмъстител“, а през 2012 отново се превъплъщава в героя си в „Отмъстителите“. Големият успех на филмите за комиксовия герой кара продуцентите да го поканят за участие и в продълженията. През 2014 излиза „Завръщането на първия отмъстител“, а през 2015 – „Отмъстителите: Ерата на Ултрон“.
През 2014 излиза и режисьорският му дебют, романтичния Before We Go.

## Личен живот
Еванс е отгледан католик, но е пантеист, а също така проявява интерес към философията на будизма.
По време на снимките на „Надарен“ през 2015 г. Евънс приютява куче на име Доджър от местен приют за животни, където се проведени снимките.
Между 2001 и 2006 г. Евънс се среща с актрисата Джесика Бийл. През 2007 г. той има кратък скандал с актрисата Минка Кели, с която има отношения отново през септември 2012 г.; през октомври 2013 г. двойката се разделя. От юни 2016 до началото на 2017 г. Евънс се среща с актрисата Джени Слейт. Имат връзка от края на 2017 г., но през март 2018 г. Евънс потвърждава, че са се разделили.

## Частична филмография
- The Newcomers (2000)
- Един не-тъп американски филм (2001)
- The Perfect Score (2004)
- Мобилна връзка (2004)
- Fierce People (2005)
- Фантастичната четворка (2005)
- Проектът: Съншайн (2007)
- Фантастичната четворка и Сребърния сърфист (2007)
- Улични крале (2008)
- Секретен отряд (2009)
- Скот Пилгрим срещу света (2010)
- Капитан Америка: Първият отмъстител (2011) – Капитан Америка
- Точната бройка (2011)
- Отмъстителите (2012) – Капитан Америка
- Снежен снаряд (2013)
- Тор: Светът на мрака (2013) – Капитан Америка
- Завръщането на първия отмъстител (2014) – Капитан Америка
- Отмъстителите: Ерата на Ултрон (2015) – Капитан Америка
- Капитан Америка: Войната на героите (2016) – Капитан Америка
- Спайдър-Мен: Завръщане у дома (2017)
- Отмъстителите: Война без край (2018) – Капитан Америка
- Вземете ножове (2019) – Хю Рансъм Драйсдейл
- Капитан Марвел (2019 – Капитан Америка
- Отмъстителите: Краят (2019) – Капитан Америка
- Дедпул и Върколака (2024) – Джони Сторм / Човекът-факла